# Berndorf (Rhénanie-Palatinat)
Pour les articles homonymes, voir Berndorf.
Berndorf est une municipalité du Verbandsgemeinde Hillesheim, dans l'arrondissement de Vulkaneifel, en Rhénanie-Palatinat, dans l'ouest de l'Allemagne.